# De Romeo's

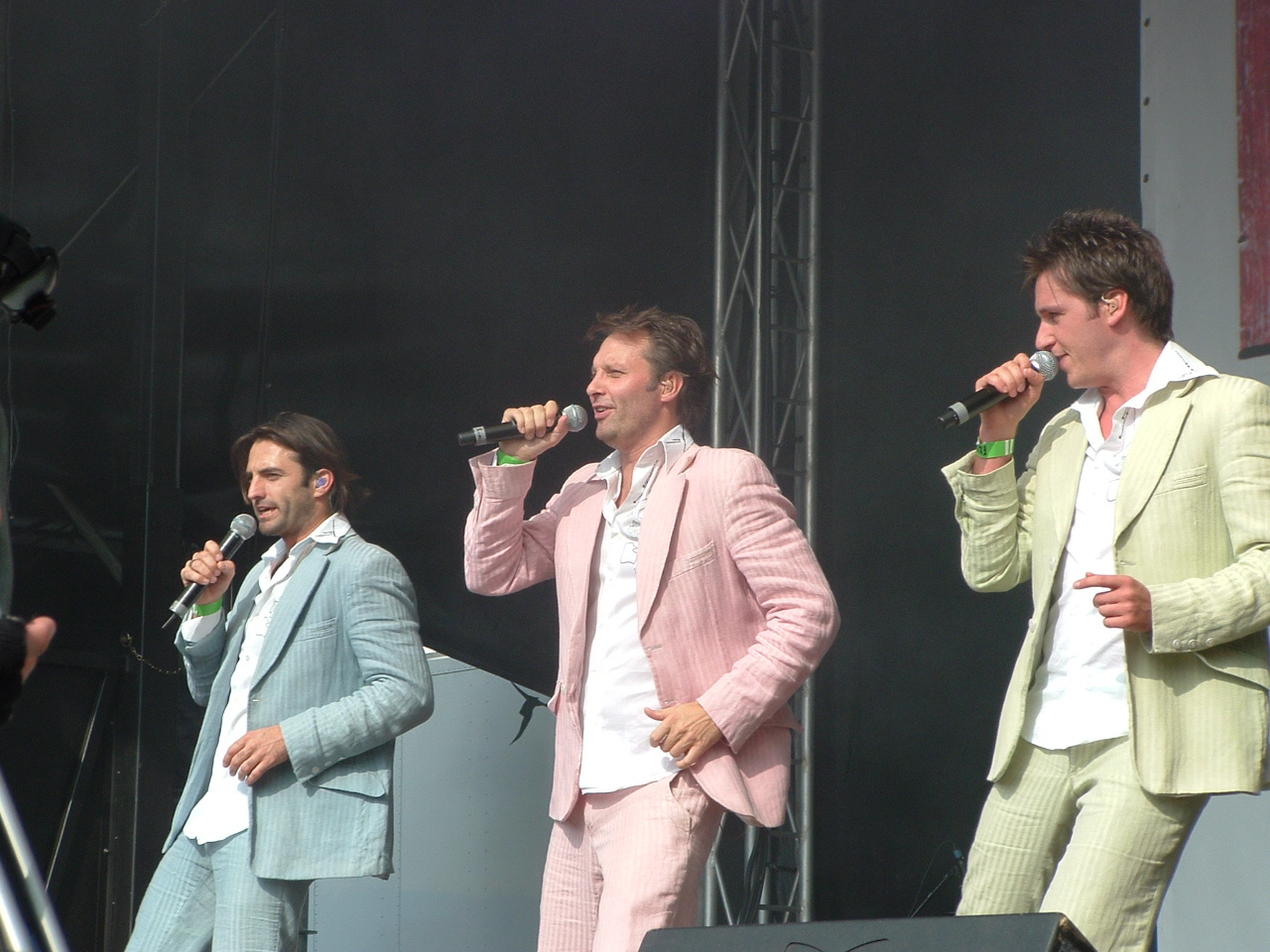
De Romeo's tijdens Flikkendag 2007 in Gent

De Romeo's is een Vlaamse muziekgroep, bestaande uit Chris Van Tongelen, Davy Gilles en Gunther Levi. De groep brengt een Nederlandstalige mix van eigen nummers, covers en hit-medleys.

## Biografie

### Ontstaan
De basis van De Romeo's werd gelegd in 2003, toen de succesvolle musical Romeo en Julia, van Haat tot Liefde door Vlaanderen toerde. Het uit de musical afkomstige lied De koningen, gezongen door Davy Gilles, Mark Tijsmans en Dieter Verhaegen, werd een hit in Vlaanderen en bereikte zelfs de nummer 1-positie in de Vlaamse Top 10. Naar aanleiding van dit succes wierp Gilles het idee op om een Vlaamse boyband op te richten, maar Tijsmans en Verhaegen besloten hier niet aan deel te nemen. Meer enthousiasme vond Gilles bij Chris Van Tongelen, die ook in de musical speelde en met wie hij vervolgens samen op zoek ging naar een derde zanger. Ze vonden de geschikte kandidaat in Gunther Levi, met wie zij samen speelden in de dagelijkse VTM-soap Familie. De musical diende als inspiratie voor de groepsnaam. 
De eerste optredens van De Romeo's vonden in 2003 plaats tijdens de VTM-zomertour, waar zij nadien nog enkele jaren terugkeerden. Ook trad de groep op in het buitenland, waaronder tijdens het eerste Charity Night Of Sports in het Maritim Hotel te Keulen en op het prestigieuze Duitse Bundespresseball, waar de bondskanselier de dans mag openen.

### Hitsuccessen
In 2004 werd de eerste single uitgebracht, met daarop de liedjes Strand en Nooit te laat. De Romeo's traden op bij Tien om te zien en de single behaalde een bescheiden positie in de Vlaamse Ultratop. In de zomer van 2005 verscheen de tweede single Vandaag, die echter minder succes boekte dan zijn voorganger. Het eerste album Non stop party!, dat voornamelijk medleys bevat, volgde eind 2006. Deze cd bereikte de 27ste plaats in de Vlaamse albumlijst.
Begin 2011 scoorden De Romeo's een hit met het nummer Naar de kermis, dat opgenomen werd met Laura Lynn. De single reikte tot de elfde plaats in de Ultratop en werd een nummer 1-hit in de Vlaamse Top 10. Aansluitend bracht de groep het album In 't wit uit, dat 67 weken in de Vlaamse albumlijst verbleef en bekroond werd met een gouden plaat.
Meer successen volgden met de singles Viva De Romeo's (een bewerking van Viva Colonia van de Höhner), We gaan weer feesten (een bewerking van Is this the way to Amarillo van Tony Christie) en Zingen lachen dansen (een samenwerking met Jan Smit). Hoewel dit geen grote hits werden in de algemene hitlijsten, behaalden zij alle drie wel de nummer 1-positie in de Vlaamse Top 10. Tussendoor bleef de single Vlaanderen feest (uitgebracht in 2012 rond de Feestdag van de Vlaamse Gemeenschap) steken op nummer 2. Deze vier singles worden wel beschouwd als de bekendste nummers in het repertoire van de groep. 
In 2013 vierden De Romeo's hun tienjarig bestaan met het dubbelalbum 10, dat een gouden plaat opleverde en tevens de hits Houden van elkaar en Dans de sirtaki voortbracht. In hetzelfde jaar leek de toekomst van de groep  echter aan een zijden draadje te hangen toen tussen de groepsleden een meningsverschil ontstond. De ambitie van Davy Gilles en Chris Van Tongelen om een doorbraak in Nederland te bewerkstelligen, stuitte op tegenzin van Gunther Levi, die zijn agenda al vol genoeg vond en juist meer tijd bij zijn familie wilde doorbrengen. Uiteindelijk werden de plannen om Nederland te veroveren op de lange baan geschoven.

### Verdere ontwikkelingen
In 2014 werkte de groep samen met Willy Sommers. Zij brachten de single Jij bent zo mooi uit en traden samen op. Een jaar later vertrokken De Romeo's naar de Verenigde Staten, waar zij voor hun album Op stap een roadmovie opnamen. Bij alle twaalf liedjes op het album werd een videoclip gemaakt. Onder andere Wat ze doet, Catharina, Wind in de haren en Kaarsje in mijn hart verschenen op single. Het album zelf werd uitgebracht in een speciale verpakking in de vorm van een reiskoffer.
Ook het album Vrienden voor altijd, dat in 2017 op de markt kwam, werd een succes. Het kwam op de tweede plaats binnen in de Vlaamse albumlijst en bleef 24 weken genoteerd staan. Ook van dit album werden met wisselend succes enkele singles uitgebracht. In 2018 vierden De Romeo's hun 15-jarig bestaan.
Vanwege de coronacrisis (2020–2021) moest de groep noodgedwongen optredens annuleren, maar daarna werd de draad weer opgepakt. Met de single Als ze lacht (een cover van Yevgueni) werd in 2024 voor het eerst in vijf jaar weer een top 10-notering behaald in de Vlaamse Top 30. In het najaar van 2024 werd onder de titel De Romeo's in close-up begonnen met een theatertournee, waarin de groep nummers van onder anderen The Beatles, The Everly Brothers en Elvis Presley vertolkte. In diezelfde periode verscheen op Streamz een documentairefilm over De Romeo's.

## Optredens

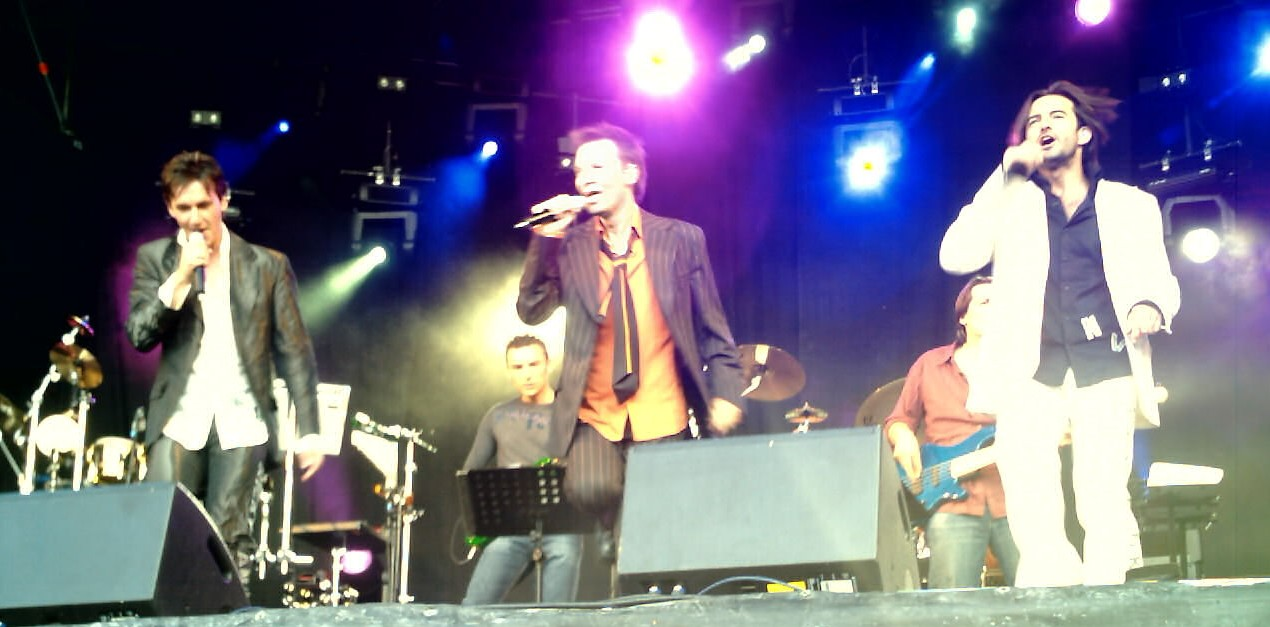
De Romeo's tijdens een optreden in Poperinge, 2005

Bij liveoptredens worden De Romeo's ondersteund door de vaste muzikanten Claude De Maertelaere (toetsen), Jan Decombele (gitaar), Dany De Coninck (drums) en Marc "Rosso" Van Puyenbroeck (bas). Soms wordt de groep nog extra begeleid door drie blazers en percussionist Kurt Lelievre.
De Romeo's zijn actief op bedrijfsfeesten en zomerfestivals, maar verzorgen ook grootschalige shows. Zo treden zij sinds 2008 ieder jaar op tijdens het Schlagerfestival in de Ethias Arena in Hasselt. Op dezelfde locatie organiseert de groep bovendien vrijwel jaarlijks Het Zingpaleis, een evenement dat gebaseerd is op het concept van de Nederlandse zangformatie De Toppers. Tijdens de show, waarvan de eerste editie plaatsvond in 2009, treden ook gastartiesten op en wordt soms gewerkt met een bepaald thema. Vanwege de vele gelijkenissen met De Toppers werden De Romeo's door Toppers in Concert B.V. op de vingers getikt. Het verschil tussen de twee formaties is dat De Romeo's eerder werd opgericht en in tegenstelling tot De Toppers het hele jaar door optreedt.
In 2014 vond Het Zingpaleis niet plaats, maar gaf de groep wel een groot optreden in de Lotto Arena in Antwerpen met de naam Het feestival. De voorlopig laatste editie van Het Zingpaleis vond plaats in 2017. In maart 2018 waren ze te gast bij het jubileumconcert van Jan Smit in de Lotto Arena. Een saillant detail is dat Smit naast zijn solocarrière onderdeel is van De Toppers.

## Film
In 2016 namen De Romeo's een speelfilm op, met de titel H.I.T.. De groepsleden speelden hierin zichzelf. De cast bestond verder uit vele andere Vlaamse artiesten, zoals Vanessa Chinitor, Christoff, Marijn Devalck, Lisa Del Bo, Nicole & Hugo, Lindsay, Micha Marah, Sergio, Sasha Rosen, Willy Sommers, Luc Steeno en Jo Vally. Ook Jan Smit, Sandra Kim en Belle Perez hadden een rol. De regie lag in handen van Matthias Temmermans.
Vanaf 15 maart 2017 was de film officieel te zien in de Vlaamse bioscopen. Het bezoekersaantal stelde teleur en bleef steken op 17.000.
Op de soundtrack van de film, die eveneens in maart 2017 werd uitgebracht, staan liedjes van alle artiesten die in de film meespelen.

## Frituursnack
In februari 2017 lanceerden De Romeo's een eigen frituursnack: een frikandel in XXL-formaat. De 35 centimeter lange worst wordt sindsdien in vele Vlaamse frietzaken verkocht. In 2022 waren er al zo'n 7,5 miljoen exemplaren van over de toonbanken gegaan. Jaarlijks wordt een deel van de totale opbrengst geschonken aan de Make-A-Wish Foundation.

## Prijzen
Op 17 augustus 2012 werden de Romeo's in Westende bekroond met de Radio 2 Zomerhit voor hun single Vlaanderen feest. Bij de Music Industry Awards, later dat jaar, werd de groep bovendien uitgeroepen tot winnaar van de categorie Vlaams populair.
Begin 2013 ontvingen De Romeo's de Anne-Award voor het lied Zingen lachen dansen met Jan Smit. De prijs werd in het Capitole in Gent overhandigd door Vlaams minister van Media Ingrid Lieten. Ook werd de groep onderscheiden  met de awards voor beste groep en beste ambiancegroep.

## Discografie

### Albums
| Album met hitnotering(en) in de Vlaamse Ultratop 200 albums | Datum van verschijnen | Datum van binnenkomst | Hoogste positie | Aantal weken | Opmerkingen        |
| ----------------------------------------------------------- | --------------------- | --------------------- | --------------- | ------------ | ------------------ |
| Non stop party!                                             | 2006                  | 13-01-2007            | 27              | 16           |                    |
| The party goes on                                           | 14-07-2008            | 19-07-2008            | 30              | 8            |                    |
| In 't wit                                                   | 01-04-2011            | 09-04-2011            | 8               | 67           | Goud               |
| Live - Het zingpaleis                                       | 18-11-2011            | 26-11-2011            | 24              | 22           | Livealbum / Goud   |
| Feesten in stijl                                            | 01-06-2012            | 09-06-2012            | 3               | 46           |                    |
| 10                                                          | 28-06-2013            | 06-07-2013            | 2               | 41           | Goud               |
| Op stap                                                     | 06-03-2015            | 14-03-2015            | 5               | 25           |                    |
| Vrienden voor altijd                                        | 27-01-2017            | 04-02-2017            | 2               | 24           |                    |
| Soundtrack H.I.T.                                           | 03-03-2017            | 11-03-2017            | 20              | 16           | Van de film H.I.T. |
| 15 jaar                                                     | 19-10-2018            | 27-10-2018            | 9               | 12           |                    |

### Singles (met hitnotering)
| Single met hitnotering(en) in de Vlaamse Ultratop 50 | Datum van verschijnen | Datum van binnenkomst | Hoogste positie | Aantal weken | Opmerkingen                                                                 |
| ---------------------------------------------------- | --------------------- | --------------------- | --------------- | ------------ | --------------------------------------------------------------------------- |
| Strand / Nooit te laat                               | 2004                  | 07-08-2004            | 32              | 8            | Nr. 6 in de Vlaamse Top 10                                                  |
| Vandaag                                              | 2005                  | 23-07-2005            | tip9            | -            |                                                                             |
| Naar de kermis!                                      | 11-02-2011            | 26-02-2011            | 11              | 6            | met Laura Lynn / Nr. 1 in de Vlaamse Top 10                                 |
| Wij met ons twee                                     | 21-03-2011            | 02-04-2011            | tip13           | -            | Nr. 5 in de Vlaamse Top 10                                                  |
| Viva de Romeo's                                      | 01-07-2011            | 08-06-2011            | 43              | 2            | Nr. 1 in de Vlaamse Top 10                                                  |
| Hé Marjan                                            | 21-11-2011            | 10-12-2011            | tip76           | -            |                                                                             |
| We gaan weer feesten (Sha la la la)                  | 19-03-2012            | 21-04-2012            | 37              | 3            | Nr. 1 in de Vlaamse Top 10                                                  |
| Vlaanderen feest                                     | 04-06-2012            | 30-06-2012            | tip8            | -            | Nr. 2 in de Vlaamse Top 10                                                  |
| Zingen lachen dansen                                 | 23-07-2012            | 18-08-2012            | 23              | 5            | met Jan Smit / Nr. 1 in de Vlaamse Top 10                                   |
| Ondersteboven                                        | 15-10-2012            | 17-11-2012            | tip4            | -            | Nr. 4 in de Vlaamse Top 10                                                  |
| Houden van elkaar                                    | 2013                  | 29-06-2013            | 38              | 3            | Nr. 1 in de Vlaamse Top 10                                                  |
| Dans de sirtaki                                      | 2013                  | 14-09-2013            | 46              | 1            | Nr. 1 in de Vlaamse Top 10                                                  |
| Droog nu je tranen                                   | 2013                  | 06-12-2013            | tip3            | -            | Nr. 1 in de Vlaamse Top 10                                                  |
| Jij bent zo mooi                                     | 2014                  | 21-02-2014            | tip3            | -            | met Willy Sommers / Nr. 1 in de Vlaamse Top 10                              |
| Deze is voor Julia                                   | 2014                  | 20-06-2014            | tip3            | -            | Nr. 1 in de Vlaamse Top 10                                                  |
| Feestival                                            | 2014                  | 18-10-2014            | tip27           | -            | Nr. 14 in de Vlaamse Top 50                                                 |
| Wat ze doet                                          | 2015                  | 07-03-2015            | tip13           | -            | Nr. 6 in de Vlaamse Top 50                                                  |
| Catharina                                            | 2015                  | 16-05-2015            | tip21           | -            | Nr. 8 in de Vlaamse Top 50                                                  |
| Omdat ik Vlaming ben                                 | 2015                  | 04-07-2015            | tip51           | -            | met Willy Sommers, Garry Hagger en Bart Kaëll / Nr. 33 in de Vlaamse Top 50 |
| Vrienden voor het leven                              | 2015                  | 25-07-2015            | tip13           | -            | Nr. 7 in de Vlaamse Top 50                                                  |
| Wind in de haren                                     | 2015                  | 12-09-2015            | tip9            | -            | Nr. 8 in de Vlaamse Top 50                                                  |
| Kaarsje in mijn hart                                 | 2015                  | 24-10-2015            | tip11           | -            | Nr. 12 in de Vlaamse Top 50                                                 |
| Viva viva Las Vegas                                  | 2016                  | 09-01-2016            | tip             | -            | Nr. 21 in de Vlaamse Top 50                                                 |
| Waanzin                                              | 2016                  | 11-06-2016            | tip             | -            | Nr. 27 in de Vlaamse Top 50                                                 |
| Cabrio                                               | 2016                  | 01-10-2016            | tip21           | -            | Nr. 11 in de Vlaamse Top 50                                                 |
| Vrienden voor altijd                                 | 2017                  | 11-02-2017            | tip9            | -            | Nr. 8 in de Vlaamse Top 50                                                  |
| Waar zijn al die handen                              | 2017                  | 29-04-2017            | tip             | -            |                                                                             |
| Feest in de kroeg                                    | 2017                  | 08-07-2017            | tip             | -            | Nr. 37 in de Vlaamse Top 50                                                 |
| Een laatste rondje                                   | 2017                  | 21-10-2017            | tip             | -            |                                                                             |
| Wauw!                                                | 2018                  | 16-06-2018            | tip             | -            | Nr. 27 in de Vlaamse Top 50                                                 |
| De dag dat het zonlicht niet meer scheen             | 2018                  | 27-10-2018            | tip23           | -            | Nr. 14 in de Vlaamse Top 50                                                 |
| 't Is Kerstmis                                       | 2018                  | 15-12-2018            | tip37           | -            | Nr. 16 in de Vlaamse Top 50                                                 |
| Beter wordt het niet                                 | 2019                  | 26-01-2019            | tip10           | -            | Nr. 9 in de Vlaamse Top 50                                                  |
| Viva de Romeo's (Remix)                              | 2019                  | 08-06-2019            | tip10           | -            | met Dorothee Vegas & Like Maarten / Nr. 11 in de Vlaamse Top 50             |
| Het is een nacht                                     | 2019                  | 24-08-2019            | tip             | -            | met Dimitri Wouters                                                         |
| Bella ciao                                           | 2020                  | 07-03-2020            | tip             | -            | Nr. 36 in de Vlaamse Top 50                                                 |

### Overige singles
- Jij altijd jij (2010)
- Viva de cyclocross (2012) (Nr. 7 in de Vlaamse Top 10)
- Adrenalina (2021)
- Echte vrienden (2022)
- Dag van goud (2023) (Nr. 28 in de Vlaamse Top 30)
- Een zomeravond met jou (Remix) (2023, met Sasha) (Nr. 30 in de Vlaamse Top 30)
- Als ze lacht (2024) (Nr. 10 in de Vlaamse Top 30)
- Altijd blijven dromen (2024)
- That's OK! (2024)